# Germano de Figueiredo
Germano Luís de Figueiredo MPIH (Lisboa, Alcântara, 23 de dezembro de 1932 — 14 de julho de 2004) foi um futebolista português, considerado por muitos, um dos melhores jogadores portugueses de todos os tempos e como um dos melhores de sempre do Benfica.

## Carreira

### Atlético de Portugal
Começou a sua carreira no Atlético de Portugal e estreou-se na Selecção Nacional a 29 de novembro de 1953, num empate 0-0 com a Áustria, na fase de qualificação para o Mundial. Tinha sete jogos realizados pelo Atlético, antes de ir para o Benfica em 1960/1961|61, onde realizou 17 na primeira época.

### Benfica
Chegou ao estrelato no Benfica, onde jogou de 1960/61 a 1965/1966|66, conquistando os campeonatos nacionais de 1960/61, 1962/63, 1963/64, 1964/65, bem como a Taça de Portugal, em 1962 e 1964. Jogou a sua última temporada no Salgueiros.
Germano foi figura importante na equipa do Benfica que foi bicampeã europeia, em 1961 e 1962. Foi também considerado o melhor defesa central da competição em 1961 e foi, talvez, o melhor jogador da final que o Benfica venceu por 3-2 ao Barcelona. Após o apito final, disse que "Só vou acreditar nisto, na próxima semana". Também esteve presente nas finais de 1963 e 1965.

## Selecção
Na Selecção Nacional, foi seu capitão durante a qualificação para o Mundial de 1966, e poderia ter sido uma figura dos "Magriços" na fase final, se não tivesse tido uma lesão durante o seu único jogo, a 16 de julho de 1966, numa vitória por 3-0 sobre a Bulgária, que o impediu de jogar durante o resto da competição. Esta seria também a sua 24º e última internacionalização para a Selecção Portuguesa.
A 19 de Dezembro de 1966 foi agraciado com a Medalha de Prata da Ordem do Infante D. Henrique.

## Palmarés
- Campeonato Português de Futebol (4) - 1960/61, 1962/63, 1963/64, 1964/65
- Taça de Portugal (2) - 1962, 1964
- Taça dos Campeões Europeus (2) - 1961, 1962